# Apichatpong Weerasethakul

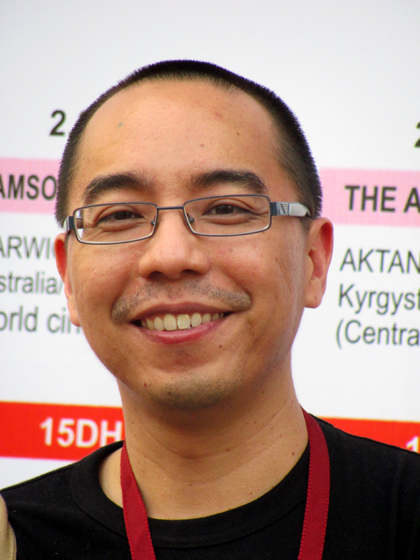
Apichatpong Weerasethakul i december 2010.

Apichatpong Weerasethakul (thai: อภิชาติพงศ์ วีระเศรษฐกุล), född 16 juli 1970 i Bangkok, är en thailändsk filmregissör, manusförfattare och filmproducent. Bland hans verk finns Farbror Boonmee som minns sina tidigare liv, som vann Guldpalmen vid Filmfestivalen i Cannes 2010. År 2008 satt Weerasethakul med i juryn för festivalen.

## Filmografi
- Rak Ti Khon Kaen (engelsk: Cemetery of Splendour; norsk: Sovende soldater - 2015)[2])